# Ctenochaetus
Genre
Ctenochaetus est un genre de poissons marins de la famille des  Acanthuridae. Le nom du genre vient du grec ktenos, peigne, et de chaite, cheveux. Ces poissons sont appelés dent de peigne en français. Leurs bouche et dents spécialisées caractérisent les membres du genre.

## Description
Contrairement à la plupart des poissons-chirurgiens, les représentants de ce genre ont des dents mobiles, tellement fines qu'elles ressemblent à des poils, permettant de traquer les animaux minuscules dont ils se nourrissent, ou de racler des recoins en quête de matière organique. 

## Aquariophilie
Ce sont des poissons chirurgiens qui sont agréablement formés, bien colorés, et intéressants du point de vue comportemental.
Ils restent cependant rares du fait des difficultés de transport de manipulation et d'alimentation.

## Liste des espèces
Selon FishBase (30 janv. 2016) et World Register of Marine Species (30 janv. 2016) :
- Ctenochaetus binotatus Randall, 1955
- Ctenochaetus cyanocheilus Randall & Clements, 2001
- Ctenochaetus flavicauda Fowler, 1938
- Ctenochaetus hawaiiensis Randall, 1955
- Ctenochaetus marginatus (Valenciennes, 1835)
- Ctenochaetus striatus (Quoy & Gaimard, 1825)
- Ctenochaetus strigosus (Bennett, 1828)
- Ctenochaetus tominiensis Randall, 1955
- Ctenochaetus truncatus Randall & Clements, 2001

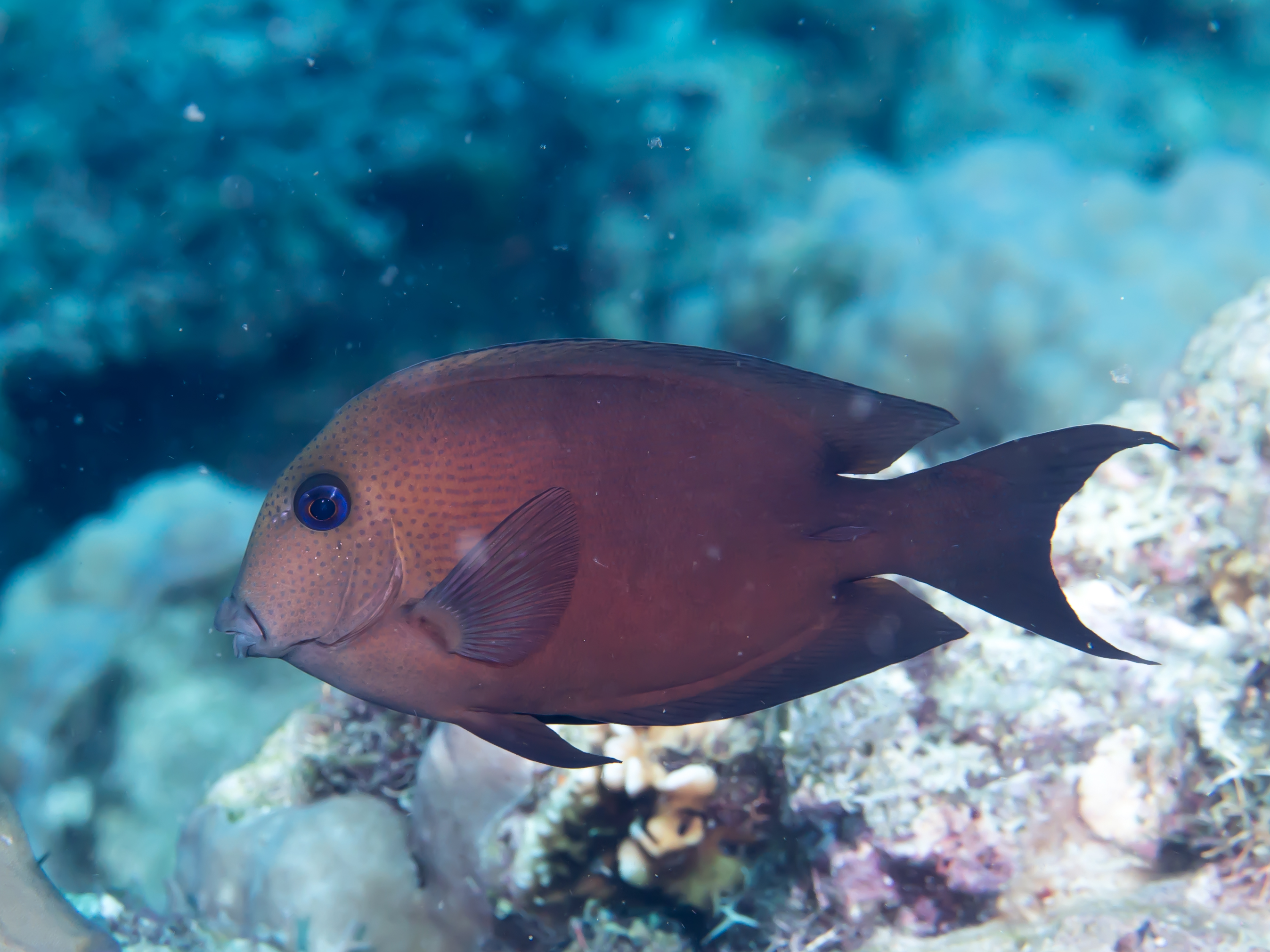
Ctenochaetus binotatus
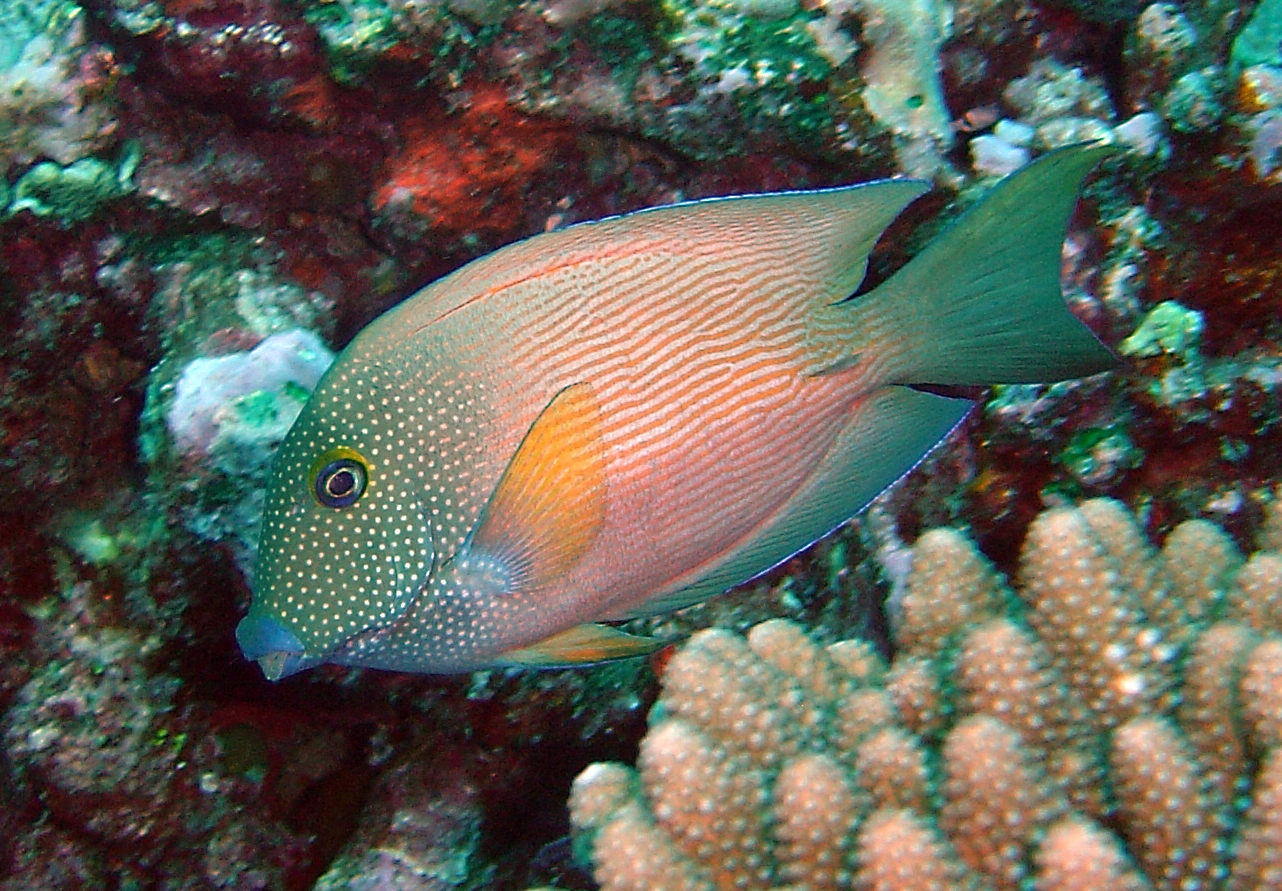
Ctenochaetus cyanocheilus
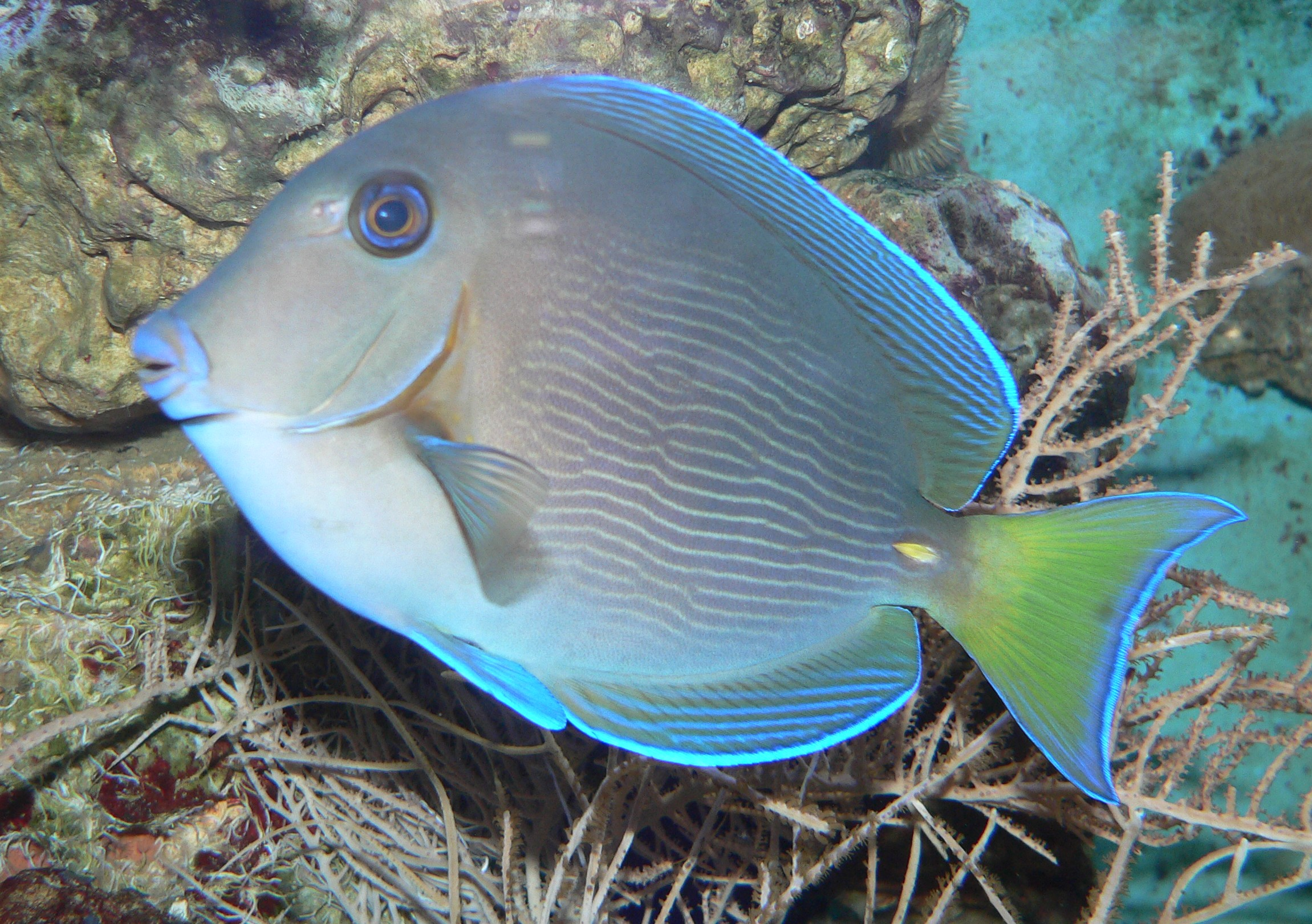
Ctenochaetus hawaiiensis
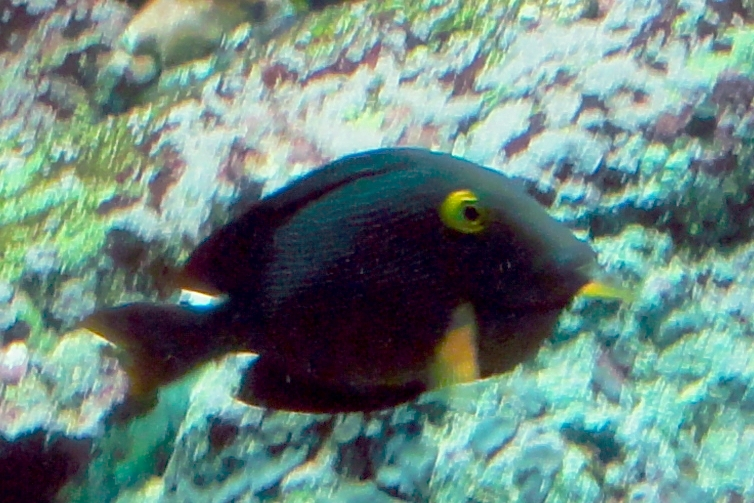
Ctenochaetus marginatus
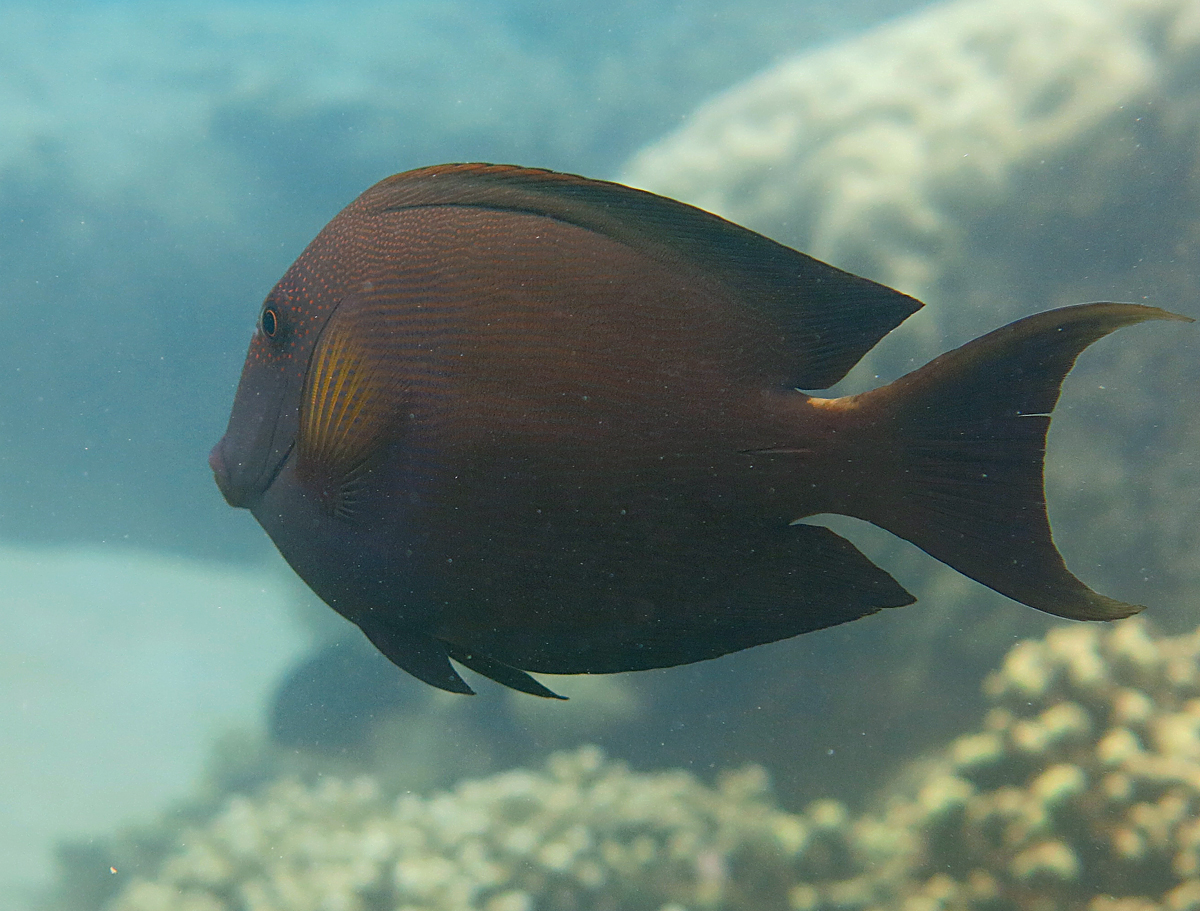
Ctenochaetus striatus
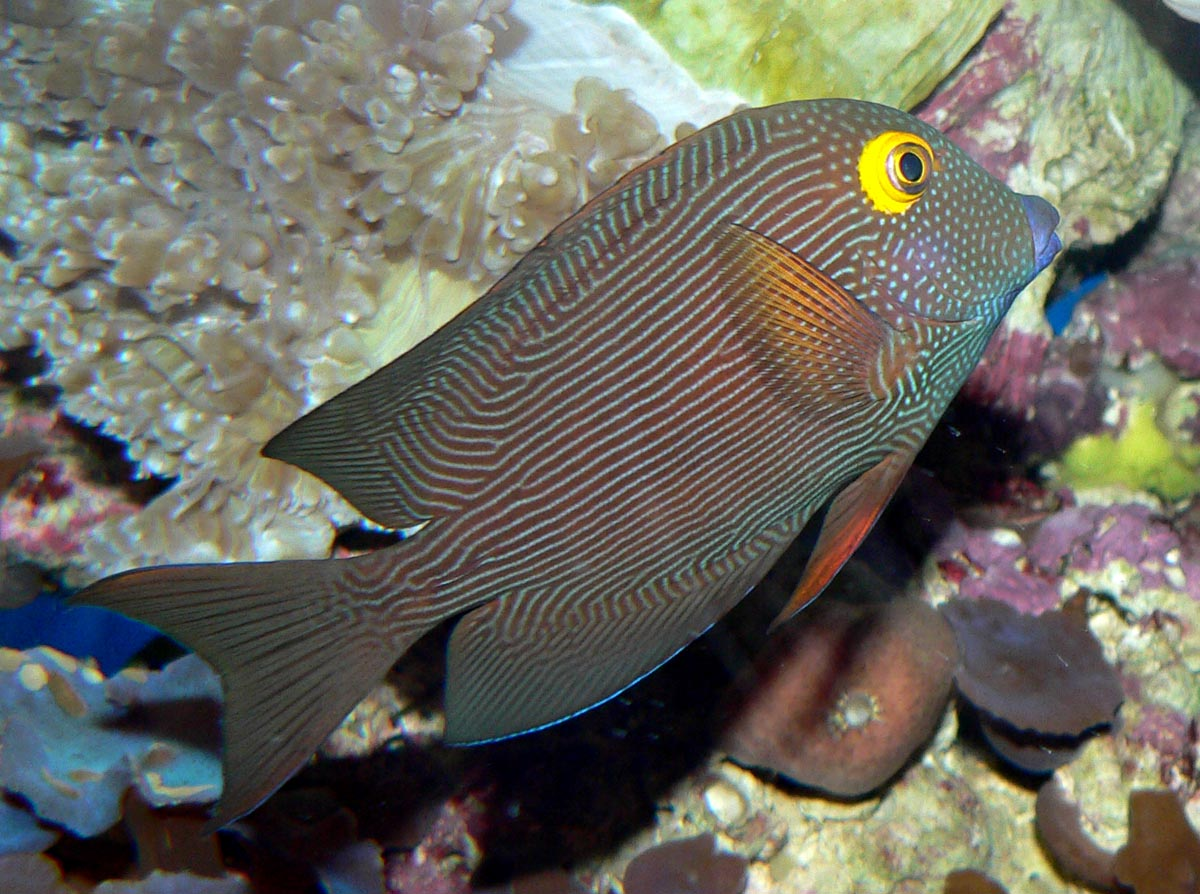
Ctenochaetus strigosus
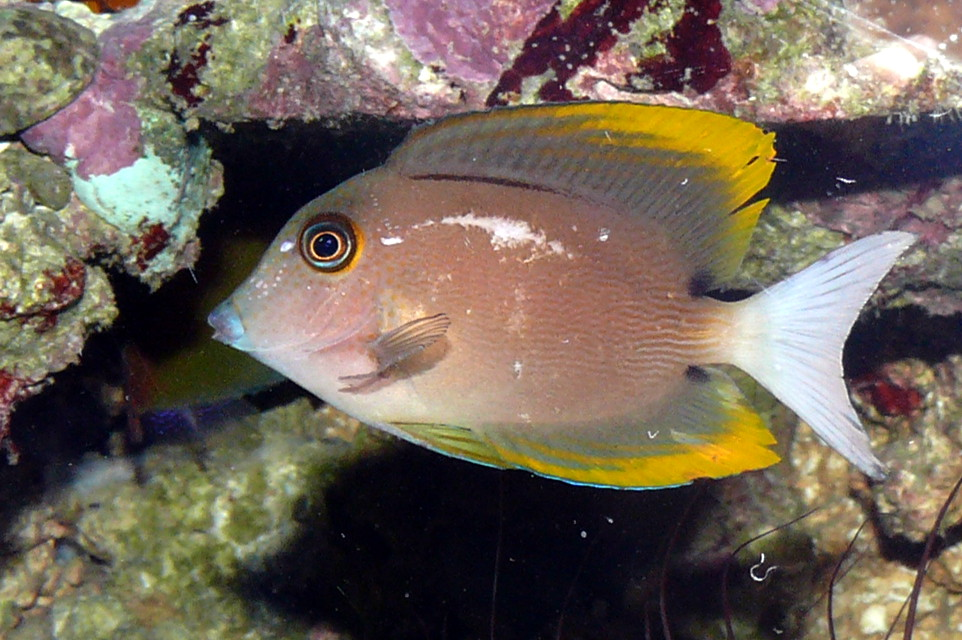
Ctenochaetus tominiensis
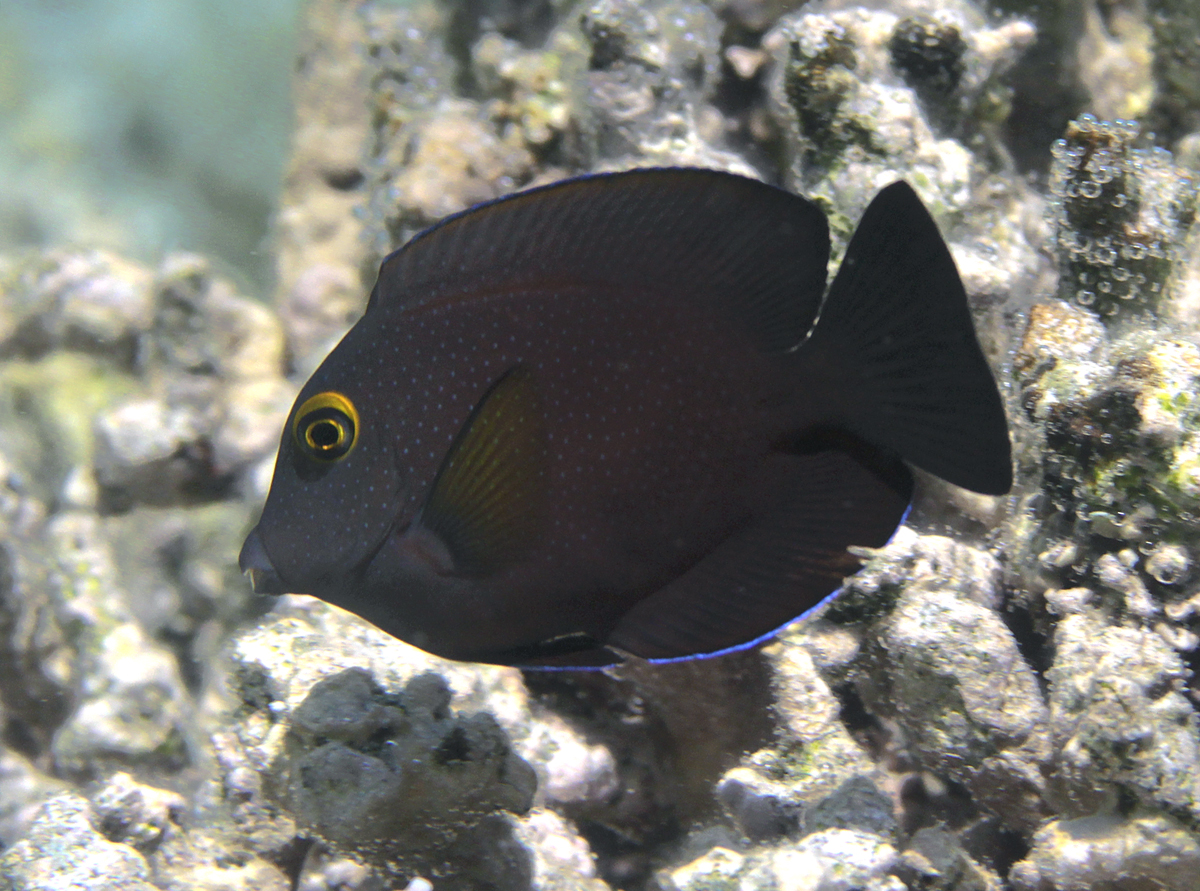
Ctenochaetus truncatus